# L'Idole de la foule
Pour plus de détails, voir Fiche technique et Distribution.
L'Idole de la foule (Idol of the Crowds) est un film américain réalisé par Arthur Lubin, sorti en 1937.

## Synopsis
Johnny Hanson, un éleveur de poulets qui joue au hockey en amateur, accepte d'entrer dans une équipe professionnelle pour gagner suffisamment d'argent pour sauver son exploitation. Il fait si bien que son équipe remporte des matches, mais certaines personnes voudraient truquer les résultats.

## Fiche technique
- Titre original : Idol of the Crowds
- Titre français : L'Idole de la foule
- Réalisation : Arthur Lubin
- Scénario : Harold Buckley, George Waggner
- Direction artistique : Charles Clague
- Photographie : Harry Neumann
- Son : William Hedgcock, Jesse Bastian
- Montage : Charles Craft
- Production : Trem Carr
- Production associée : Paul Malvern
- Société de production : Universal Pictures
- Société de distribution : Universal Pictures
- Pays d'origine :  États-Unis
- Langue originale : anglais
- Format : noir et blanc — 35 mm — 1,37:1 — son Mono (	Western Electric Noiseless Recording)
- Genre : drame
- Durée : 60 minutes
- Date de sortie :
  - États-Unis : 10 octobre 1937

## Distribution
- John Wayne : Johnny Hanson
- Sheila Bromley : Helen Dale
- Charles Brokaw : Jack Irwin
- Bill Burrud (en) : Bobby
- Jane Johns : Peggy
- Huntley Gordon : Harvey Castle
- Frank Otto : Joe Garber
- Russell Hopton : Kelly
- Hal Neiman : Squat Bates
- Virginia Brissac : Mme Dale
- George Lloyd (en) : Spike Regan
- Clem Bevans : Andy Moore